# Балаева, Серафима Николаевна
Серафи́ма Никола́евна Бала́ева (22 марта 1889 года, Санкт-Петербург — 22 мая 1960 года, Ленинград) — специалист музейного дела, с 1919 по 1956 год работала в Гатчинском дворце-музее. Внесла неоценимый вклад в сохранение музейных ценностей в годы Великой Отечественной войны.

## Биография
С. Н. Балаева родилась 22 марта 1889 года в Санкт-Петербурге. Её отец — Николай Васильевич Балаев (1862—1933/34) — дворянин, преподаватель русского языка и литературы. Мать — Серафима Ивановна Балаева (Стражева) (?—1928) — учительница начальной школы.
В 1905 году Балаева окончила Василеостровскую женскую гимназию, поступила на курсы П. Ф. Лесгафта. С 1907 по 1911 год училась в группе русской истории Историко-филологического отделения Высших женских (Бестужевских) курсов. После этого преподавала в Частной женской гимназии М. Д. Могилянской.
15 июня 1919 года Балаева приступила к работе в Гатчине, а в 1927 году она стала помощником хранителя музея. В 1928 году она 11 дней находилась под арестом за сопротивление продаже музейных ценностей за границу. 1 апреля 1933 года Балаева становится научным сотрудником первого разряда, а 7 мая 1933 года — заведующей художественным сектором.
С началом Великой Отечественной войны Балаева остаётся в Гатчинском дворце, руководит эвакуацией музейных ценностей и другими работами. 9 сентября 1941 года, когда оккупация Гатчины становится неминуемой, Балаева с другими сотрудниками музея уходит в Ленинград.
В сентябре 1941 года работает на оборонительных укреплениях Ленинграда. С 1 октября 1941 года живёт и работает в Исаакиевском соборе. С 4 февраля по 16 марта 1942 года заведует Стационаром для работников культуры в Музее истории и развития Ленинграда. 17 марта возобновляет музейную работу в Исаакиевском соборе.
31 января 1944 года, через 5 дней после освобождения Гатчины от фашистских захватчиков, Балаева едет на осмотр Гатчинского дворца. Она становится старшим научным сотрудником, а с 1945 года — главным хранителем и заместителем директора по научной части.
В августе 1952 года Балаева была уволена, 9 сентября стала лектором-экскурсоводом, а 20 ноября восстановлена в должности главного хранителя Гатчинского парка.
9 октября 1956 года Балаева уволена в связи с уходом на пенсию. В 1959 году дом № 46 по 7-й линии Васильевского острова в Ленинграде, где она жила, был расселён, а в 1960 году — снесён. Где после этого жила Балаева — неизвестно.
Скончалась 22 марта 1960 года. Была похоронена на Большеохтинском кладбище, Томская дорожка, 105-й ряд (через четыре дорожки) от Уральской дорожки, налево, могила 7-я (в ограде из 4-х могил 2-я). В одной ограде рядом с С. Н. Балаевой похоронены Павел Иванович Колотильщиков (1911—1971), Нина Александровна Колотильщикова (1919—2007), М. К. Голубцова, В. И. Колотильщиков (1920—1959). В 1960—1962 годах на её могиле был установлен памятник по проекту А. А. Кедринского.

## Награды
- Медаль «За оборону Ленинграда»
- Медаль «За доблестный труд в Великой Отечественной войне 1941—1945 гг.»